# Баянды (Туркестанская область)
Баянды (каз. Баянды, до 2021 г. — 40 лет Победы) — село в Жетысайском районе Туркестанской области Казахстана. Входит в состав Атамекенского сельского округа. Код КАТО — 514465600.

## Население
В 1999 году население села составляло 1310 человек (653 мужчины и 657 женщин). По данным переписи 2009 года, в селе проживало 1610 человек (807 мужчин и 803 женщины).